# Ambiente
Ambiente is het vijfde studioalbum van de band Laser Dance uit 1991. Het is geproduceerd door Erik van Vliet en de cover is ontworpen door Edwin van der Laag. Dit album richt zich meer op de ambient-stijl en bevat in tegenstelling tot de andere albums, nummers met een lager tempo.

## Tracklist
Origineel album (lp)
A
1. Galactic Dream - 5:05
2. Moon Dusk - 5:24
3. Cosmic Revanche - 5:32
4. Voices From Another Planet - 5:54
5. So Fine All the Time - 5:25

B
1. Stargazer - 4:43
2. Vast Emptiness - 5:21
3. The New Reunion - 5:53
4. Timeless Zone - 5:54
5. Laser Fears - 5:36

Cd Versie
1. Galactic Dream  5:07
2. Moon Dusk - 5:27
3. Cosmic Revanche - 5:34
4. Voices From Another Planet - 5:57
5. So Fine All The Time - 5:27
6. Stargazer - 4:46
7. Vast Emptiness - 5:24
8. The New Reunion - 5:55
9. Timeless Zone - 5:56
10. Laser Fears - 5:38
11. Final Tones - 6:23

## Instrumenten
- Roland JX-10
- Roland Juno-60
- Roland Juno-106
- Roland MSQ-100
- Roland TR-808
- Yamaha FB-01
- Yamaha REV 500
- Akai MPC 60
- Korg DVP-1 Digital Voice Processor
- Korg M1
- Korg Polysix
- Korg Monotron Delay
- LinnDrum LM2
- Oberheim OB-Xa
- E-mu Emax
- Ensoniq ESQ-1